# Herb Magidson
Herb Magidson (Pensilvania, Estados Unidos, 7 de enero de 1906-Beverly Hills, 8 de enero de 1986) fue un letrista estadounidense famoso por haber sido ganador del primer premio Óscar a la mejor canción original por la canción The Continental de 1934. Dicha canción estaba compuesta por Con Conrad —que junto con Magidson también recibió el premio— para la película La alegre divorciada, donde era interpretada por la famosa actriz, bailarina y cantante Ginger Rogers.
En otra escena de la citada película, la música de la canción es bailada por Fred Astaire y Ginger Rogers, escena que ha pasado a la historia del cine como uno de los mejores bailes.

## Premios y distinciones
Premios Óscar
| Año  | Categoría              | Canción                                | Película             | Resultado |
| ---- | ---------------------- | -------------------------------------- | -------------------- | --------- |
| 1935 | Mejor canción original | «The Continental»                      | La alegre divorciada | Ganador   |
| 1944 | Mejor canción original | «Say a Pray'r for the Boys Over There» | Lazos eternos        | Nominado  |
| 1945 | Mejor canción original | «I'll Buy That Dream»                  | El código del amor   | Nominado  |
| 1946 | Mejor canción original | «I'll Buy That Dream»                  | El código del amor   | Nominado  |